# Hermione Corfield
Hermione Corfield, född 19 december 1993, är en brittisk skådespelare. Corfield är bland annat känd från filmerna Fallen, Star Wars: The Last Jedi och Mission: Impossible – Rogue Nation samt från dramaserien Hotell Halcyon. Hon är också modell.